# Sigismondo Scaccia

Tractatus de commerciis, 1619 (Fondazione Mansutti, Milano).

Sigismondo Scaccia (Camerata, 1564 – Roma, 1634) è stato un giurista italiano.

## Biografia
Da giovane si spostò a Roma, dove studiò per il dottorato in utroque iure, che conseguì nel 1584 all'Università La Sapienza. Esercitò come avvocato e svolse anche numerose cariche pubbliche, tra le quali uditore per il Tribunale dell'Inquisizione a Malta, giudice e commissario a Frascati, infine governatore a Subiaco per volere della famiglia Colonna. Infine si trasferì a Lucca per l'incarico di podestà, proseguendo poi la carriera a Genova e a Firenze. In queste città mercantili Scaccia sviluppò un interesse personale per il commercio, decidendo di scrivere il Tractatus de commerciis et cambio. Concluse i suoi giorni a Roma, dove fece ritorno nel 1621.
Scaccia scrisse numerose opere di argomento processuale: Tractatus de iudiciis causarum civilium, criminalium et haeriticalium, libri 2 (Francoforte 1618); Tractatus de appellationibus in duas partes et viginti quaestiones divisus (Roma 1612, Venezia 1667, Francoforte e Lipsia 1663); Tractatus de sententia et reiudicata (Roma 1628): opere tutte molto reputate e diffuse in Italia e all'estero. Fu versato anche in studi di filosofia (il Mandosio ricorda una sua opera dal titolo De iustitia et iniustitia) e di belle lettere. L'opera, però, a cui egli raccomanda principalmente la sua fama è il Tractatus de commerciis et cambio (Roma 1618, diviso in nove paragrafi, suddivisi in questioni e glosse; 3ª ed. Genova 1664). Quest'opera, che lo rese celebre, lo colloca insieme con lo Stracca, il De Luca, l'Ansaldi e il Casaregi, fra i fondatori del diritto commerciale. Il lavoro è di straordinario interesse anche per il diritto finanziario.

## Opere
- De iudiciis, 1596-1604.

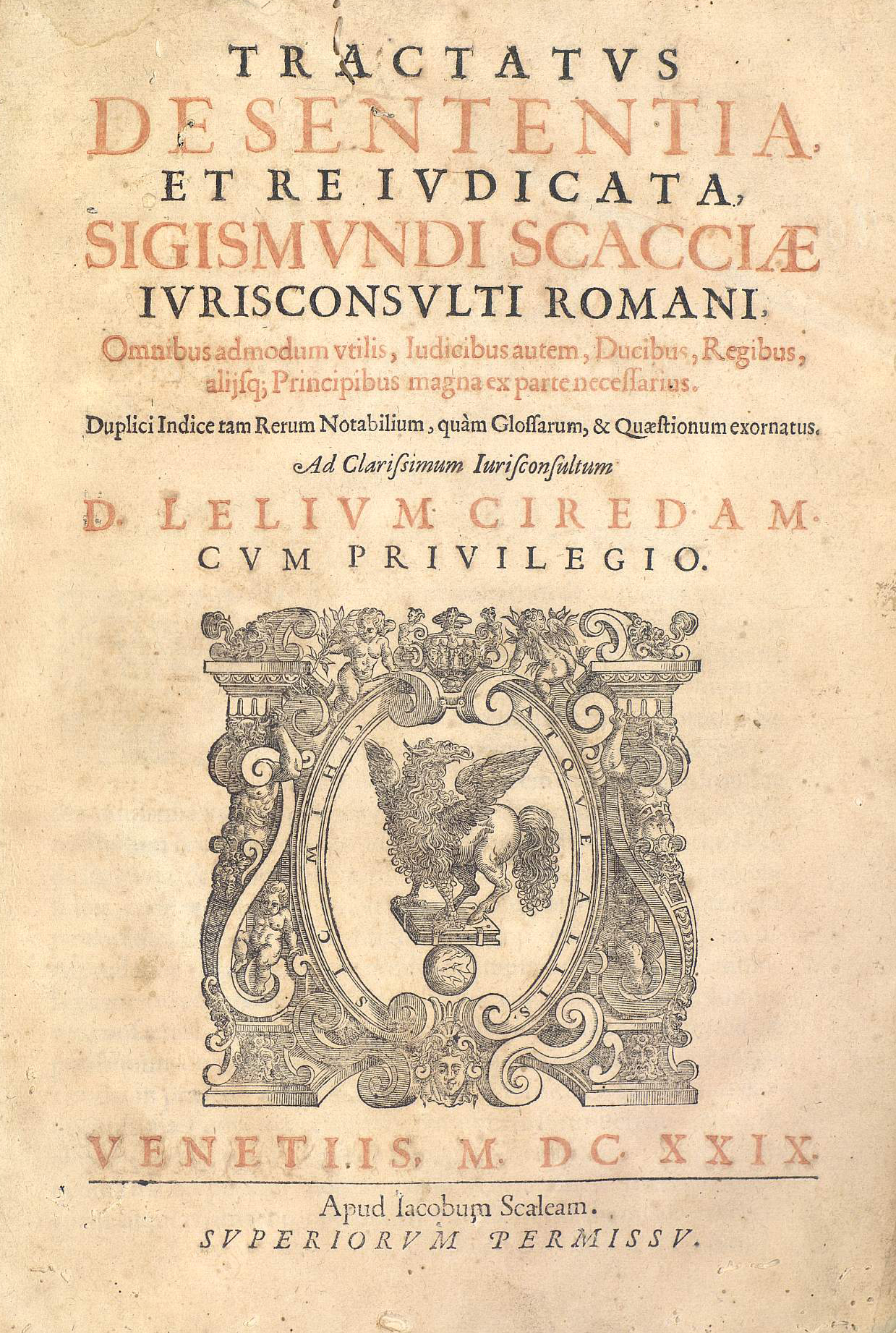
De sententia et de re iudicata, 1629

  - (LA) De iudiciis causarum civilium, criminalium et haereticalium, vol. 1, Frankfurt am Main ; Leipzig, Esaias Fellgiebel, 1669.
  - (LA) De iudiciis causarum civilium, criminalium et haereticalium, vol. 2, Frankfurt am Main ; Leipzig, Esaias Fellgiebel, 1669.
- (LA) De commerciis et cambio, Roma, Andrea Brugiotti, 1619.
- (LA) De sententia et de re iudicata, Venezia, Giacomo Scaglia, 1629.